# Медведев, Леонид Нестерович
Леони́д Не́стерович Медве́дев (род. 31 января 1945) — советский и российский биофизик, специалист в области биоэнергетики и адаптации животных и человека к окружающей среде. Создатель (совместно с А. А. Безруковым) метода количественного анализа иллюзии Поггендорфа. Автор работ по изучению паранормальных явлений. Доктор биологических наук, профессор.

## Биография
Родился 31 января 1945 года.
В 1968 году окончил Новосибирский государственный университет по специальности «биофизика».
В 1975 году в Томском медицинском институте под научным руководством кандидата биологических наук, доктора медицинских наук, профессора И. И. Гительзона защитил диссертацию на соискание учёной степени кандидата биологических наук по теме «Исследование содержания АТФ и одновалентных катионов при старении эритроцитов, образованных в условиях нормального и напряженного эритропоэза» (специальность 03.00.04 — биохимия).
В 1988 году в ЛГУ имени А. А. Жданова защитил диссертацию на соискание учёной степени доктора биологических наук по теме «Закономерности влияния акклиматизации к холоду на систему активного транспорта катионов Na+ и К+» (специальность 03.00.13 — физиология человека и животных). Официальные оппоненты — доктор биологических наук, профессор М. Н. Маслова, доктор медицинских наук, профессор Ю. В. Лупандин и доктор биологических наук, профессор В. В. Барабанова. Ведущее научно-исследовательское учреждение — Институт физиологии имени И. П. Павлова АН СССР.
До 2010 года профессор и заведующий кафедрой биомедицинских основ жизнедеятельности человека КГПУ имени В. П. Астафьева
Профессор кафедры биофизики Института фундаментальной биологии и биотехнологии Сибирского федерального университета.
Заместитель главного редактора по биологическим наукам научно-практического рецензируемого журнала Siberian Journal of Life Sciences and Agriculture (в 2008–2018 годах — «В мире научных открытий»).
Один из создателей научно-популярного интернет-проекта «Сибирский скептический обозреватель паранормальности» (грант КГПУ № 53 – 05 – 2/ИП).

## Научные труды

### Монографии
- Медведев Л. Н. Паранаука как феномен культуры XX века: Монография. — Красноярск: КГПУ, 1998. — 52 с.
- Медведев Л. Н., Елсукова Е. И. Бурая жировая ткань: молекулярно-клеточной основы регулируемого термогенеза / Красноярск. гос. пед. ун-т. — Красноярск: Амальгама, 2002. — 528 с. (грант РФФИ № 02-04-62060)
- Медведев Л. Н. За границей реальности: монография. — Новосибирск: Изд-во СО РАН, 2003. — 112 с. — (Серия научно-популярной литературы СО РАН : основана в 2003 году / гл. ред. акад. Э. П. Кругляков). — 2000 экз.
- Медведев Л. Н. Биометрия : практическое руководство по математическому статистическому анализу биомедицинских данных. — Красноярск : КГПУ имени В. П. Астафьева, 2004. — 325 с. ISBN 5-85981-022-9, 88 экз.
- * Медведев Л. Н. Феномен паранаучного знания. — Красноярск: КГПУ имени В. П. Астафьева, 2007. — 376 с. — 150 экз. — ISBN 978-5-85981-285-1.
- * Медведев Л. Н. Паранаучность: от шутовского колпака до академической шапочки. — 2-е изд., перераб. и доп.. — Красноярск: КГПУ имени В. П. Астафьева, 2015. — 412 с. — 100 экз. — ISBN 978-5-85981-930-0.
- Медведев Л. Н., Кашкевич Е. И. Физическое развитие школьников Сибири: эколого-социальные закономерности : монография. — Красноярск: СФУ, 2017. — 185 с. ISBN 978-5-7638-3729-2, 500 экз.

### Учебные пособия
- Медведев Л. Н. Экстрасенсорика — желания и возможности: Учебное пособие. — Красноярск: КГПУ, 1995. — 111 с.
- Власова В. Н., Медведев Л. Н. Научное общество учащихся по валеологии: теория и практика: Учебно-методическое пособие. — Красноярск: КГПУ, 1997. — 108 с. ISBN 5-85981-044-X
- Медведев Л. Н., Чмиль И. Б., Пропой Г. С. Окружающая среда и здоровье : учебное пособие по экологии человека для высших учебных заведений. — Красноярск: КГПУ, 2003. — 443 с. ISBN 5-85981-073-3, 100 экз.
- Гуров В. А., Медведев Л. Н. Практикум по возрастной физиологии: методы оценки школьно-зависимых систем организма и здоровья учащихся : учебное пособие для студентов высших учебных заведений, обучающихся по педагогическим специальностям ОПД.Ф.05 "Возрастная анатомия и физиология". — Красноярск: КГПУ имени В. П. Астафьева, 2006. — 164 с. ISBN 5-85981-164-0, 180 экз.

### Статьи
на русском языке
- Ларионов Н. П., Медведев Л. Н., Храменко С. А. Влияние температуры окружающей среды на Na+/K+-АТФ-азу миокарда лягушки // Биохимия. — 1978. — Т. 43. — № 4. — С. 653—655.
- Ларионов Н. П., Медведев Л. Н., Храменко С. А. Активация Na+/K+-АТФ-азы головного мозга и почек крысы при адаптации к холоду // Бюллетень экспериментальной биологии и медицины. — 1979. — Т. 87. — № 3. — С. 221–222.
- Медведев Л. Н., Храменко С. А., Ларионов Н. П., Замай Т. Н. Влияние адаптации к холоду на уабаин-чувствительную компоненту дыхания почки крыс // Бюллетень экспериментальной биологии и медицины. — 1981. — Т. 92. — № 8. — С. 20–22.
- Меерсон Ф. З., Медведев Л. Н., Голубева Л. Ю., Устинова Е. Е. Влияние эмоционально-болевого стресса на активность Na+/K+-АТФ-азы в сердечной мышце // Бюллетень экспериментальной биологии и медицины. — 1982. — Т. 94. — № 8. — С. 61–63.
- Медведев Л. Н. Уабаин-чувствительное дыхание и Na+/K+-АТФ-азы скелетных мышц и бурого жира у адаптированных к холоду крыс // Физиологический журнал СССР. — 1983. — Т. 69. — № 10. — С. 1321—1325.
- Медведев Л. Н., Замай Т. Н. Особенности активации уабаин-чувствительного дыхания и Na+/K+-АТФ-азы в коре и мозговой зоне почек крыс адаптированных к холоду // Биологические науки. — 1984. — № 7. — С. 18—23.
- Замай Т. Н., Медведев Л. Н. Активность Na+/K+-АТФ-азы в почках и уровень 3,5,3-трийодтиронина в плазме крыс при адаптации к холоду // Вопросы медицинской химии. — 1985. — Т. 31. — Вып. 3. — С. 137—140.
- Медведев Л. Н. Влияние адаптации к холоду на содержание калия и натрия в белых и красных мышцах крыс // Физиологический журнал СССР. — 1987. — Т. 73. — № 1. — С. 56—58.
- Медведев Л. Н., Замай Т. Н., Медведева С. Е. Депонирование калия и воды в бурой жировой ткани у адаптированных к холоду крыс // Физиологический журнал СССР. — 1987. — Т. 73. — № 1. — С. 124—129.
- Медведев Л. Н., Маркова С. В. Снижение функционально активности Ca-насоса саркоплазматического ретикулума скелетных мышц под влиянием холода // Физиологический журнал СССР. — 1987. — Т. 73. — № 6. — С. 745—749.
- Медведев Л. Н., Замай Т. Н., Вайс Е. Ф. Влияние адаптации к холоду на содержание ионов в плазме и эритроцитах // Бюллетень СО АМН СССР. — 1987. — № 5. — C. 45—47.
- Замай Т. Н., Медведев Л. Н. Влияние альдостерона на водно-солевой обмен бурой жировой ткани // Физиологический журнал СССР. — 1993. — Т. 79. — № 9. — С. 111—113.
- Елсукова Е. И., Медведев Л. Н., Лужнов Ю. П. Сравнение нескольких методов введения Са-зависимого фотобелка обелина в адипоциты бурого жира крысы // Цитология. — 1995. — Т. 37. — № 5-6. — С. 440—443.
- Елсукова Е. И., Медведев Л. Н., Кудрявцева Н. А. Влияние полупринудительной алкоголизации на бурую жировую ткань мышей // Бюллетень экспериментальной биологии и медицины. — 2001. — Т. 132. — № 12. — С. 621—623.
- Чмиль И. М., Медведев Л. Н. Возрастная динамика антропометрических показателей детского населения Красноярска // Гигиена и санитария. — 2002. — № 2. — С. 49—51.
- Медведев Л. Н., Елсукова Е. И. Бурая жировая ткань человека // Успехи физиологических наук. — 2002. — Т. 33. — № 2. — С. 17-29.
- Медведев Л. Н. Психология заблуждения: паранаука как форма институционализации ложного знания // Науковедение: фундаментальные и прикладные проблемы. Сб. науч. тр.. — Красноярск: НИИ СУВПТ, 2002. — Вып. 1. — С. 41—47.
- Чмиль И. М., Медведев Л. Н. Пониженный рост и особенности физического здоровья детского населения Центральной Сибири // Сибирское медицинское обозрение. — 2002. — № 1 (21). — С. 29—31.
- Медведев Л. Н., Шошина И. И. Влияние возраста на проявление зрительной иллюзии Поггендорфа // Сенсорные системы. — 2004. — Т. 18. — № 4. — С. 325—329.
- Медведев Л. Н., Шошина И. И. Количественная оценка влияния пола и типа межполушарной асимметрии на искажение зрительного восприятия фигуры Поггендорфа в модификации Джастроу // Физиология человека. — 2004. — Т. 30. — № 5. — С. 5—11.
- Чмиль И. Б., Медведев Л. Н., Леготина Л. Л. Состояние соматических функций и физического развития детской сельской популяции Центральной Сибири // Российский физиологический журнал имени И. М. Сеченова. — 2004. — Т. 90. — № 8-2. — С. 315—316.
- Медведев Л. Н., Шошина И. И. Возрастные особенности влияния пола и зрительной асимметрии на восприятие фигуры Поггендорфа // Сенсорные системы. — 2005. — Т. 19. — № 1. — С. 37—43.
- Медведев Л. Н., Чмиль И. Б., Демидова Т. В., Шубин Я. Л. Соматическое здоровье детского населения школьного возраста Красноярского края и Республики Бурятия // Сибирское медицинское обозрение. — 2007. — № 2 (43). — С. 85-88.
- Демидова Т. В., Шубин Я. Л., Медведев Л. Н. Особенности физического здоровья детского сельского и городского населения Республики Бурятия // Вестник Бурятского государственного университета. — 2007. — № 8. — С. 170—174.
- Шарафутдинова Р. Х., Медведев Л. Н. Влияние пола, возраста и типа зрительно-мануальной асимметрии на зрительную иллюзию деления объекта пополам // Вестник Красноярского государственного педагогического университета имени В. П. Астафьева. — 2007. — № 2. — С. 47—50.
- Медведев Л. Н., Демидова Т. В., Кашкевич Е. И., Чмиль И. Б., Шубин Я. Л. Особенности физического здоровья детского сельского и городского населения Красноярского края и республики Бурятия // Вестник Российской военно-медицинской академии. — 2008. — № 3S2-2. — С. 406.
- Фёдорова Е. С., Медведев Л. Н., Шошина И. И. Особенности распределения величины зрительно-пространственного интеллекта и его влияния на склонность к зрительной иллюзии // Вестник Томского государственного педагогического университета. — 2009. — № 3 (81). — С. 42-45.
- Дубровина Р. Х., Медведев Л. Н. Зрительная иллюзия деления пополам у лиц разного пола, возраста и типа зрительно-мануальной асимметрии // Вестник Томского государственного педагогического университета. — 2009. — № 3 (81). — С. 46—48.
- Медведев Л. Н., Шошина И. И., Фёдорова Е. С. Отражение в вызванном потенциале процессов зрительного восприятия фигуры Погтендорфа // Журнал высшей нервной деятельности имени И. П. Павлова. — 2011. — Т. 61. — № 1. — С. 61—66.
- Фёдорова Е. С., Медведев Л. Н. Корреляция иллюзии поггендорфа с формально-динамическими свойствами личности // Сенсорные системы. — 2011. — Т. 25. — № 3. — С. 13—14.
- Кашкевич Е. И., Медведев Л. Н., Чмиль И. Б. Влияние среды проживания на долговременную направленность изменения некоторых показателей физического и полового развития детей 7-14 лет в Красноярском крае // Известия Самарского научного центра Российской академии наук. — 2012. — Т. 14. — № 5-2. — С. 355—358.
- Медведев Л. Н., Кочнева К. С. Особенности вертикально-горизонтальной зрительной иллюзии у глухих и тугоухих // Сенсорные системы. — 2014. — Т. 28. — № 1. — С. 38—42.
- Медведев Л. Н., Кочнева К. С. Влияние предварительной установки на возникновение зрительной иллюзии Поггендорфа // Сенсорные системы. — 2014. — Т. 28. — № 2. — С. 33—38.
- Мизонова О. В., Елсукова Е. И., Медведев Л. Н. Энергообмен и биохимические особенности жировых тканей мышей линии ICR в условиях продолжительного ограничения питания // Бюллетень экспериментальной биологии и медицины. — 2013. — Т. 155. — № 6. — С. 706—709.
- Медведев Л. Н. Влияние длительного ограничения питания в термонейтральных условиях на бурую жировую ткань лабораторных мышей // Бюллетень экспериментальной биологии и медицины. — 2015. — Т. 159. — № 5. — С. 477–480.
- Медведев Л. Н. Физиологические особенности окологонадного жира, содержащего разобщающий белок UCP1, у мышей ICR // Бюллетень экспериментальной биологии и медицины. — 2016. — Т. 161. — № 3. — С. 345–350;
- Медведев Л. Н. Новый тип термогенных адипоцитов: происхождение, свойства, функции // В мире научных открытий. — 2016. — № 8. — Вып. 80. — С. 5–35

на других языках
- Medvedev L.N., Elsukova E. I. Effect of overfeeding on brown adipose tissue of neonatal rats. // Онтогенез. — 1999. — vol. 30. — pp. 61–63
- Elsukova E. I., * Medvedev L. N., Kudryavtseva N. A. Effect of semi-compulsory alcoholization on brown fat in mice. // Bulletin of experimental biology and medicine. — 2001. — vol. 132. — pp. 1145–1146.
- Mizonova O. V., Elsukova E. I., Medvedev L. N. Energy metabolism and biochemical features of adipose tissues in ICR mice after long-term calorie-restricted diet. // Bulletin of experimental biology and medicine. — 2013. — vol. 155. — № 6. — pp. 745–747.
- Elsukova E. I., Mizonova O.V., Medvedev L. N. Effects of long-term food restriction under thermoneutral conditions on brown adipose tissue of laboratory mice // Bulletin of experimental biology and medicine. — 2015. — vol. 159. — № 5. — pp. 601–603.
- Medvedev L. N., Elsukova E. I. Can thermogenic adipocytes protect from obesity? // Journal of Physiology and Biochemistry. — 2015. — vol. 71. — pp. 847–853.
- Elsukova E. I., Medvedev L. N., Mizonova O. V. Physiological features of perigonadal adipose tissue containing uncoupling protein UCP1 in ICR mice. // Bulletin of experimental biology and medicine. — 2016. — vol. 161. — № 3. — pp. 347–350.